# تخريش (تصنيع)

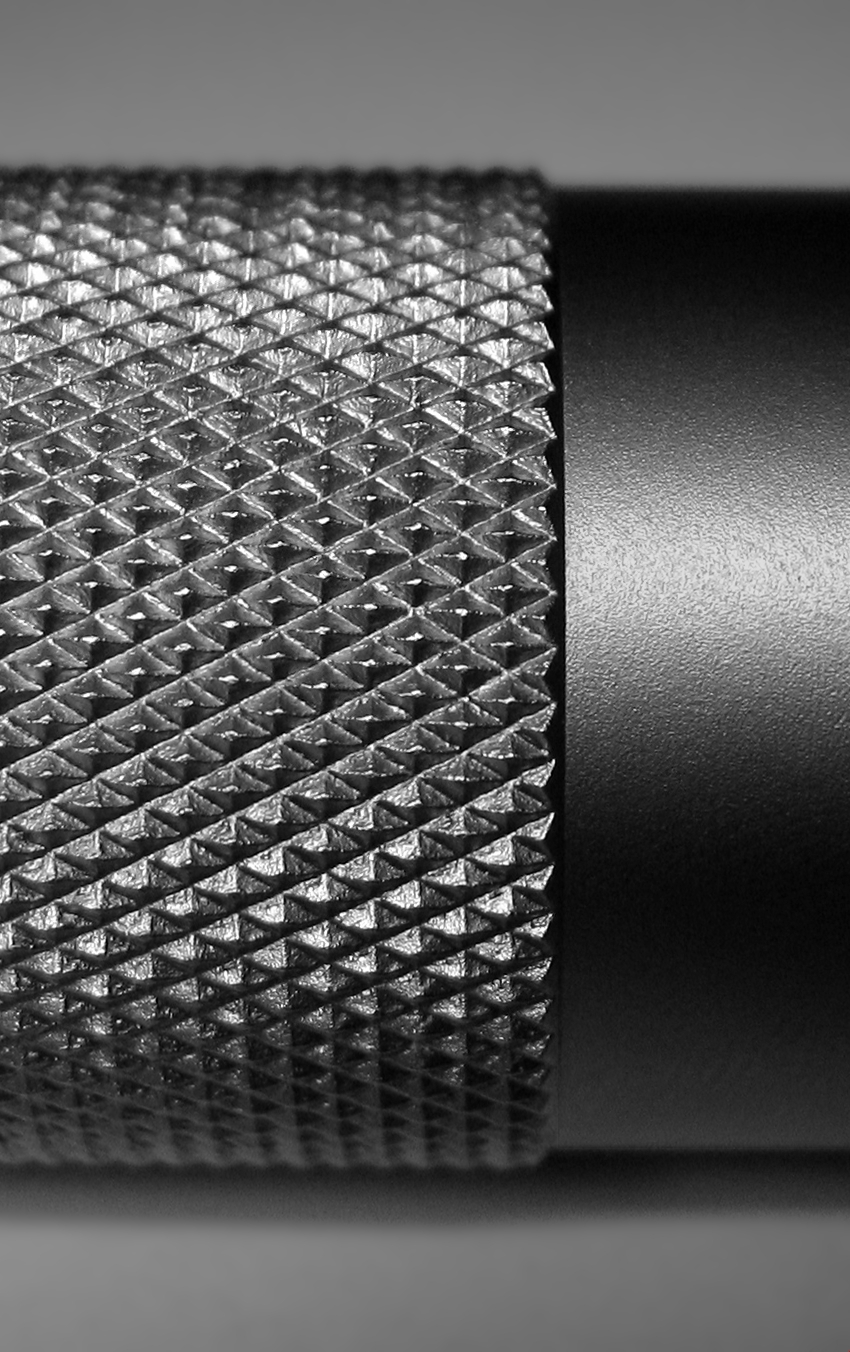
قضيب معدني أسطواني فيه آثار تخريش معينية النمط

التخريش أو الترترة[بحاجة لمصدر] هي عملية صناعية وهي بالغالب ما تتم عن طريق التخريط، حيث يطبع على المعادن عن طريق طبعةٍ من الألماس حيث يدور حول المعدن.